# Trichopria atrata
Trichopria atrata är en stekelart som beskrevs av Notton 1994. Trichopria atrata ingår i släktet Trichopria, och familjen hyllhornsteklar. Arten är reproducerande i Sverige.